# Музей на мозайките, Девня
Музеят на мозайките в Девня е изграден по проект на архитект Камен Горанов върху част от античните основи на сграда с мозайки (villa urbana), построена в края на III – началото на IV век (времето на Константин I Велики) на мястото на по-ранна сграда (сгради) разрушена при готските нашествия през 250 – 251 г. С ремонти и преустройства сградата е просъществувала до началото на VII век.
Сградата заема площта на цял квартал (insula) с дължина 37,15 м (север-юг) и ширина 37,75 м (изток-запад). Нейният план следва традициите на гръко-римското атриумно-перистилно жилище. Около вътрешен двор (атриум) (11,11 х 5,87 м), настлан с каменни плочи, със зидан кладенец по средата (с диаметър 0,76 м), заобиколен от 3 страни с покрита галерия с варовикова колонада (перистил) (92,63 кв. м), са разположени 21 жилищни, стопански и складови помещения с обща площ от 1402 m². Стените на жилищните помещения са били покрити с цветни мазилки и стенописи, с гипсови щукатури. Пет от помещенията на сградата и портика са покрити с многоцветни подови мозайки – едни от най-добрите образци на римското мозаечно изкуство от това време, открити в България.
Официално музеят е открит през 1986 г. Днес той е част от Стоте национални туристически обекта на БТС. Посещения: 10:00 – 16:00 ч.; почивни дни – събота и неделя. Има печат (номер 10) на БТС.